# Svekoman
Svekomaner (av nlat. sueco, "svensk", och gr. mani'a, "vurm, lidelsefull förkärlek"), eller svenskhetsivrare kallades de som i den finska språkstriden ställde sig i opposition till fennomanerna och förespråkade en svenskspråkig kultur.